# The King of Fighters Neowave
The King of Fighters Neowave es un videojuego de lucha creado por SNK Playmore. Fue lanzado en 2004 para festejar el décimo aniversario de la franquicia, con posteriores ports para PlayStation 2 y Xbox entre 2005 y 2006.
El juego es una versión actualizada de KOF 2002 con bugs solucionados, nuevos escenarios y música y algunos cambios en la plantilla de personajes. Sin embargo las críticas fueron mixtas y la edición 02 original siguió siendo más popular entre los fanes. Otro título basado en KOF 2002, Unlimited Match, fue publicada en 2009 para PS2.

## Jugabilidad
El método de juego está basado en The King of Fighters 2002 ya que presenta la jugabilidad clásica sin strikers, ni tag battles, pero cuenta más novedades ya que el juego cuenta con tres sistemas de batallas seleccionable, llamado MAX1, MAX2 y Super Cancel. Cada modo tiene sus ventajas y desventajas. Fue el primer y único King of Fighters que se incluye el uso de un quinto botón para el modo Heat, en el cual hace que el jugador pierda salud pero puede causar más daño al oponente.
Todos los poderes incluyendo HSDM´s se han actualizado a pesar que en el juego ya no trae errores ni bugs

## Personajes
La versión arcade contiene a la mayoría del cast de KOF 2002, incluyendo algunos que no aparecían en aquel juego (Saisyu Kusanagi, King, Shingo, Jhun Hoon y Geese). Las versiones de consola agregan a todos los personajes restantes con la excepción de K9999, por problemas de copyright.

## Equipos
| Japan Team - Kyo Kusanagi - Benimaru Nikaido - Goro Daimon K′ Team - K′ - Maxima - Whip Yagami Team - Iori Yagami - Mature - Vice New Faces Team - Yashiro Nanakase - Shermie - Chris Fatal Fury Team - Terry Bogard - Andy Bogard - Joe Higashi Psycho Soldier Team - Athena Asamiya - Sie Kensou - Chin Gentsai | 97' Special Team - Ryuji Yamazaki - Blue Mary - Billy Kane Art of Fighting Team - Ryo Sakazaki - Robert García - Takuma Sakazaki Ikari Team - Leona - Ralf Jones - Clark Steel Mixed Team - Saisyu Kusanagi - Kula Diamond - Shingo Yabuki Korea Team - Jhun Hoon - Choi Bounge - Chang Koehan Women Fighters Team - Mai Shiranui - Yuri Sakazaki - King |

### Jefe final
- Geese Howard joven (basado en su versión Art of Fighting 2)

### Personajes secretos
| - Orochi Yashiro - Orochi Chris - Orochi Shermie - Vanessa - Kim Kaphwan - Ramon | - May Lee (sólo en PS2) - Angel (sólo en PS2) - Seth (en PS2 y Xbox) - Kusanagi (en PS2 y Xbox) - Omega Rugal (en PS2 y Xbox) |